# Městské lázně Mšeno

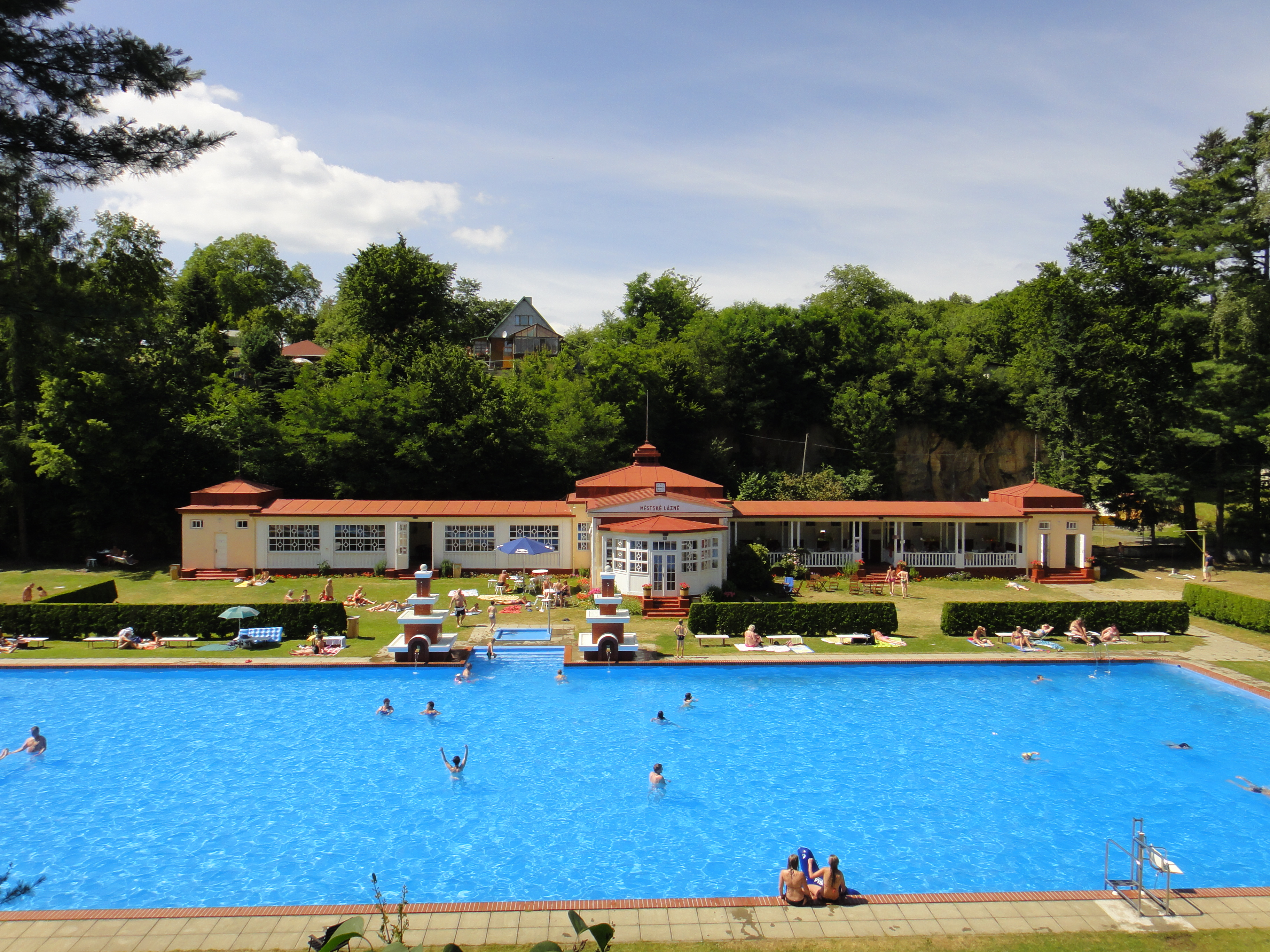
Městské lázně během letní sezony

Městské lázně Mšeno jsou rekreační areál s koupalištěm, který se nachází severozápadně od centra Mšena v okrese Mělník ve  Středočeském kraji.

## Stavba
Budova lázní s dvěma křídly byla postavena v roce 1932 ve slohu art deco a byla slavnostně otevřena 19. června. Ačkoliv se styl blíží ke stylu některého z Kotěrových žáků (Františku Jandovi, Čeňku Vořechovi či Jindřichu Freiwaldovi), architekt budovy není znám. Objekt je památkově chráněn, zejména pro svou originálně pojatou architekturu s převažujícími dřevěnými detaily, zakomponovanou do zalesněného skalnatého okolí. Stavba se inspirovala v dnes již neexistujících Klánovických lázních.
Ústředním objektem je přízemní, horizontálně pojatá, 53 metrů dlouhá budova lázní, která leží na severní straně areálu. V budově se nacházejí šatny, restaurace a sociální zařízení. Bazén o délce padesát metrů, který u vstupu doplňují dvě věžovité fontány ve stylu art deco, je napájen vodou ze skalního pramene Stříbrník, takže voda v bazénu je poměrně chladná. Kolem bazénu je rozmístěno osmnáct laviček zhotovených z kovu a dřeva a v západní části areálu se nachází čtvercové brouzdaliště pro děti. Původní parková úprava byla nahrazena výsadbou novými stromky, které zachovaly charakter parkové úpravy. V roce 2017 bylo obnoveno oplocení areálu.

## Provoz
Pro návštěvníky je areál lázní otevřen od června do srpna, v areálu se konají občasné kulturní akce.